# Nikola Bošković
Nikola Bošković (Orahov Do, 1641. ili 1642. – Dubrovnik, 18. rujna 1721.), hrvatski trgovac iz Dubrovačke Republike najpoznatiji kao otac znamenitog astronoma Ruđera.

## Životopis
Rođen je u Orahovom Dolu, malom mjestu nedaleko od Popovog polja. Otac mu se zvao Boško i po tome je dobio prezime. Imao je brata Petra koji je umro 1724. Nikola je došao u Dubrovnik kao dječak kako bi bio šegrt Rada Gleđevića koji ga je zatim otpremio u Novi Pazar učiti od mjesnih trgovaca. Bošković se kasnije vratio u Dubrovnik kao bogat čovjek. Njegova putovanja kroz Rašku je opisao isusovac Riggeputti u djelu Relazione della Provincia della Rassia, koje je poslužilo kao materijal za djelo Illyricum sacrum koje govori o povijesti kršćanstva na Balkanu. Bošković opisuje povijesne i sakralne spomenike, uključujući nekoliko pravoslavnih samostana i kraljevskih palača, a također govori i o otužnom stanju Katoličke crkve u krajevima pod turskom vlašću. Nakon povratka u Dubrovnik ženi Pavicu Betteru, poznatu Dubrovkinju talijanskog podrijetla. Imali su osmero djece, a drugo (Ruđer) će postati najpoznatije.
Oženio se Paulom Bettera koja je umrla 1786. u 103. godini života.
Godine 1715. kupio je za 460 dukata ljetnikovac s velikim vrtom na Ilijinoj glavici. Umro je nakon dugogodišnje nepokretnosti i uz psihičke tegobe.
Hrvatski i srpski povjesničari su u sporu oko podrijetla Boškovića. Godine 1924. Jugoslavenska akademija znanosti i umjetnosti tvrdi kako su svi Boškovići Srbi te kako je Nikola bio srpski pravoslavni kršćanin koji je prešao na katoličanstvo nakon dolaska u Dubrovnik. Godine 1995. je crnogorski povjesničar Slobodan Šćepanović napisao knjigu O podrijetlu obitelji i korijenima predaka Ruđera Boškovića i u njoj tvrdi kako je Nikola prešao s pravoslavnog kršćanstva na katoličanstvo i kako su Boškovići podrijetlom iz Crne Gore. Godine 2012. srbijanski list Press objavio je članak o srpstvu Nikole Boškovića, pozivajući se na izjavu predsjednika Srbije Borisa Tadića kako je Ruđer Bošković bio Srbin katolik. Hrvatski akademici odbacili su te tvrdnje govoreći kako Tadić mora nešto naučiti, pa i kako je ispod razine komentirati takve tvrdnje.

### Članci
- Obradović Mojaš, Jelena. 2023. Ivo Vojnović i Ernest Katić o Bambinu Anice Bošković. Crkva u svijetu. Sveučilište u Splitu - Katolički bogoslovni fakultet. Split. 58 (4): 699–729